# Jungsozialist*innen Schweiz
Die Jungsozialist*innen Schweiz (kurz: Juso, oder Eigenschreibweise: JUSO; französisch Jeunesse Socialiste Suisse, italienisch Gioventù Socialista Svizzera, rätoromanisch Giuventetgna Socialista svizra) ist die Jungpartei der Sozialdemokratischen Partei der Schweiz (SP). Trotz ihrer Verbundenheit mit der SP ist die Juso selbständig und bestimmt selbst, wie sie sich politisch engagiert. Gleichzeitig versucht sie, die politische Ausrichtung der SP zu beeinflussen. Ihre Position sieht sie am gewerkschaftsnahen linken Flügel der Sozialdemokratie. Die Sektionen der Juso Schweiz verfügen über ein hohes Mass an Autonomie gegenüber der Mutterpartei, was auch in der föderalistischen Struktur der Schweiz bzw. der Partei begründet ist.

## Positionen
Die Juso fordert eine solidarische Gesellschaft, in der alle Menschen gleiche Chancen haben, ungeachtet der persönlichen Hintergründe wie Hautfarbe, Geschlecht und Herkunft. Sie setzt sich für die «Überwindung des Kapitalismus» und für den «demokratischen Sozialismus» ein. Traditionell verfolgt sie dieses Ziel durch den Einsatz für die Demokratisierung der Wirtschaft und verteilungspolitische und regulatorische Vorstösse wie die 1:12- und die Spekulationsstopp-Initiative. Sie wehrt sich zudem gegen Rayon- und Ausgangsverbote. So rief die Jungpartei im Sommer 2008 die Veranstalter von Botellones auf, die von Städten wie Bern ausgesprochenen Verbote zu missachten.
Die Juso hat eine kritische bis ablehnende Haltung zur Armee, was sich zum Beispiel durch Teilnahme am Referendum gegen die Beschaffung neuer Kampfflugzeuge äussert. Sie setzt sich für den Klimaschutz ein und fordert den Ausstieg aus der Kernenergie.
In der Bildungspolitik fordert die Juso, dass Noten abgeschafft und durch «qualitative Beurteilungen» ersetzt werden. Sie verlangt zudem eine Aufstockung des Lehrpersonals und erhofft sich so bessere Lernbedingungen für Schülerinnen und Schüler. Ihr Bildungspapier fordert weiter einen Mindestlohn für Lernende; Stipendien sollten national vereinheitlicht werden und zumindest das Existenzminimum garantieren.

## Organisation
In den Statuten der SP Schweiz ist die Juso als Jugendorganisation der Partei aufgeführt, organisatorisch ist die Juso jedoch unabhängig. Sie ist in Kantonal- und Untersektionen gegliedert. Statutarische Organe sind die Delegiertenversammlung, die mindestens viermal im Jahr einberufen wird, die Jahresversammlung, die die Hauptkompetenz hat, die Geschäftsleitung und das Präsidium zu wählen, sowie die Geschäftsleitung mit dem Präsidium selbst. Die Geschäftsleitung ist mit neun Personen besetzt; administrative Aufgaben werden durch das Zentralsekretariat erledigt. Wichtige Entscheidungen (beispielsweise Positionspapiere und Resolutionen) werden grundsätzlich von einer Delegierten- oder Jahresversammlung gefällt.
Die Juso versteht sich als Teil der internationalen Arbeiterbewegung und der weltweiten sozialistischen Jugendbewegung und ist mit ihren Schwesterorganisationen in der International Union of Socialist Youth (IUSY) zusammengeschlossen. Da die Schweiz nicht EU-Mitglied ist, war die Juso lange Zeit nur assoziiertes Mitglied der Young European Socialists (YES). Anfang November 2012 wurde der Schweizer Jugendorganisation nach kurzer Diskussion die volle Mitgliedschaft zugesprochen.

## Geschichte

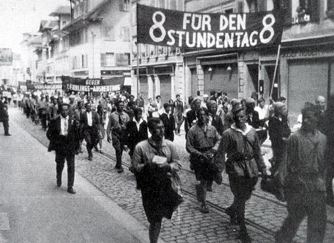
Demonstration der Sozialdemokratischen Jugend für den Achtstundenarbeitstag (ca. 1920)

### Vorgängergruppierungen 1900–1971
Die erste historisch belegte Gründung einer sozialistischen Jugendgruppierung in der Schweiz fand mit den «Jungsozialisten» 1894 in Luzern statt. In Bern und Basel wurden darauf zwei ähnliche Gruppierungen gegründet, die jedoch aus Mitgliedermangel erfolglos blieben. In Zürich gründeten einige junge Männer am 25. März 1900 die «Vereinigung gleichgesinnter Arbeiterjünglinge zum Zwecke der Belehrung und der Freundschaft» (Jungburschen). 1906 formierten sich die Jungsozialisten zum «Verband schweizerischer Jungburschen», dem eigentlichen Vorreiter der «Jungsozialist*innen Schweiz». Die Organisation wuchs rasch an und gründete in vielen Orten der Deutschschweiz Sektionen, in denen sie die Mitglieder förderte und bildete.
Ab 1907 erschien in Zürich die Zeitschrift «Der Skorpion. Offizielles Zentralorgan der Schweizerischen Jungburschenvereine», noch im gleichen Jahr und bis 1910 fortgesetzt unter dem Namen «Der Jungbursche». Von 1911 bis 1918 hiess das Periodikum «Freie Jugend. Organ der Sozialdemokratischen Jugendorganisation der Schweiz».

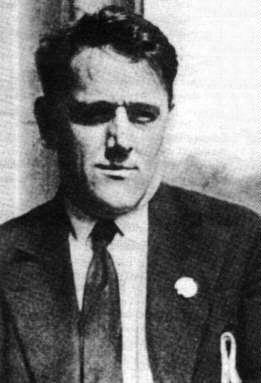
Willi Münzenberg (ca. 1920)

Als erster eidgenössischer Sekretär der Jungsozialisten in Bern spielte Willi Münzenberg eine zentrale Rolle in der sozialdemokratischen Jugendbewegung. In Zürich versammelten sich die Jungburschen im «Pockenhüsli» in Aussersihl, wo sich nebst den Jungburschen auch politische Emigranten trafen. Ab 1911 konnten erstmals auch Frauen der Organisation beitreten. In der Folge gründete sich diese neu als «Sozialdemokratische Jugendorganisation der Schweiz». 1913 zählte die Organisation rund 750 Mitglieder, 1917 wurden 5000 Mitglieder gezählt, davon etwa ein Fünftel Mädchen.
1921 spaltete sich der linke Flügel der Sozialdemokratischen Partei ab und gründete die Kommunistische Partei der Schweiz. Nachdem sich 1919 die Kommunistische Jugendinternationale konstituiert hatte, schloss sich die Sozialdemokratische Jugendorganisation der Schweiz ihr an und änderte ihren Namen zu «Kommunistischer Jugendverband der Schweiz (KJV)». Erst 1922 nahm die sozialdemokratische Jugendorganisation ihre Arbeit wieder auf, als im Tessin die «Federazione Giovanile Socialista Ticinese» gegründet wurde. Sie setzte sich im italienischsprachigen Landesteil gegen den aufkommenden italienischen Faschismus ein. 1945 bis 1948 erschien die «Neue Schweiz. Zeitung der Sozialistischen Jugend der Schweiz».
1946 trat die SDJ der neu gegründeten International Union of Socialist Youth bei. Als zentrales Thema nannte die SDJ die Situation der Lehrlinge und der jungen Arbeitnehmern. Sie setzte sich für die Vierzigstundenwoche sowie für drei Wochen bezahlte Ferien für Lehrlinge ein. Weiterhin beschäftigte sich die Organisation mit der Bildung der Mitglieder und engagierte sich in den Jugendparlamenten der Grossstädte. Anfang der 1950er Jahre wurde die «Sozialistische Jugend» in «Sozialdemokratische Jugend (SDJ)» umbenannt. In den 1950er Jahren hatte die SDJ rund 1’200 Mitglieder. 1961 wurde die «Vereinigung Junger Sozialdemokraten (VJS)» gegründet, die aus den sozialdemokratischen Fraktionen der Jugendparlamente herausgewachsen war. Sie löste die SDJ als offizielle Jugendorganisation der SP ab, löste sich aber Anfang der 1970er Jahre weitgehend auf.

### Gründung der Jungsozialistischen Partei
Der Wiederaufbau der Organisation erfolgte 1971 mit der Gründung der «Schweizerischen Jungsozialisten», an welcher der spätere Nationalrat Andreas Gross nicht beteiligt war. Erster Präsident von 1971 bis 1979 war der später bekannte Zürcher Wirtschaftsanwalt Peter Nobel. Andi Gross engagierte sich ab 1974 bei den Zürcher Jusos und ab 1977 auf schweizerischer Ebene für die Juso, zuerst als Redaktor der neu lancierten Mitgliederzeitung «Infrarot», dann im Vorstand und von 1979 bis 1983 als Juso-Präsident. In dieser Zeit wurde auch die Idee einer «Schweiz ohne Armee» entwickelt und 1981 erstmals öffentlich gemacht. Diese Idee wurde dann aber von der Juso getrennt und zur Lancierung der entsprechenden Volksinitiative 1982 die Gruppe für eine Schweiz ohne Armee (GSoA) als eigenständige Organisation gegründet. Als Juso-Präsident wurde Gross 1983 von einem dreiköpfigen Co-Präsidium abgelöst.
Die heutigen Strukturen der Juso stammen grösstenteils aus dem «Jahr der neuen Juso» 1991: Der damalige Vorstand sowie das Co-Präsidium wurden durch eine Geschäftsleitung ersetzt, die die Ressorts Medien/Werbung, Internationales, Kontakte mit der SP Schweiz, Finanzen, Bildung und inländische Kontakte umfasst. Ihre Aktivitäten finanziert die Juso aus Beiträgen der SP, Subventionen des Bundes sowie aus Mitgliederbeiträgen.
Gegen Mitte der 1990er Jahre verschärfte sich der Konflikt zwischen den einzelnen Sektionen, die sich «reformistisch» bzw. «marxistisch» positionierten. Im Jahresbericht von 1993 heisst es: «Beide Gruppen arbeiteten und feilten an je einem Grundsatzpapier, welches ihren Positionen gerecht werden sollte. Die beiden Papiere wurden an einer Tagung den interessierten JUSOs vorgestellt und diskutiert. Hintergründe wurden aufgezeigt und nach Mittelwegen gesucht. Diese zu finden, zeigte sich aber als immer unwahrscheinlicher.» An einer ausserordentlichen Jahresversammlung entschieden sich die Jungsozialisten für das «reformistische Papier», worauf einige Mitglieder der Geschäftsleitung zurücktraten.
Bei den Nationalratswahlen 1999 trat die Juso erstmals in zehn Kantonen mit eigenen Listen und Listenplätzen auf Wahllisten der SP an. Die Kandidatur des Genfers Jean Ziegler auf der Liste der Juso Zürich, die erstmals mit einer eigenen Liste zu den Wahlen antraten, sorgte landesweit für Schlagzeilen. Mit der Bernerin Ursula Wyss schaffte am 24. Oktober 1999 die erste Juso-Vertreterin den Einzug in den Nationalrat.

### Wiedereinführung des Präsidiums

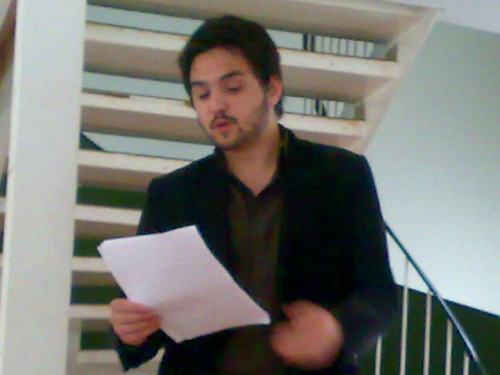
Cédric Wermuth (2008)

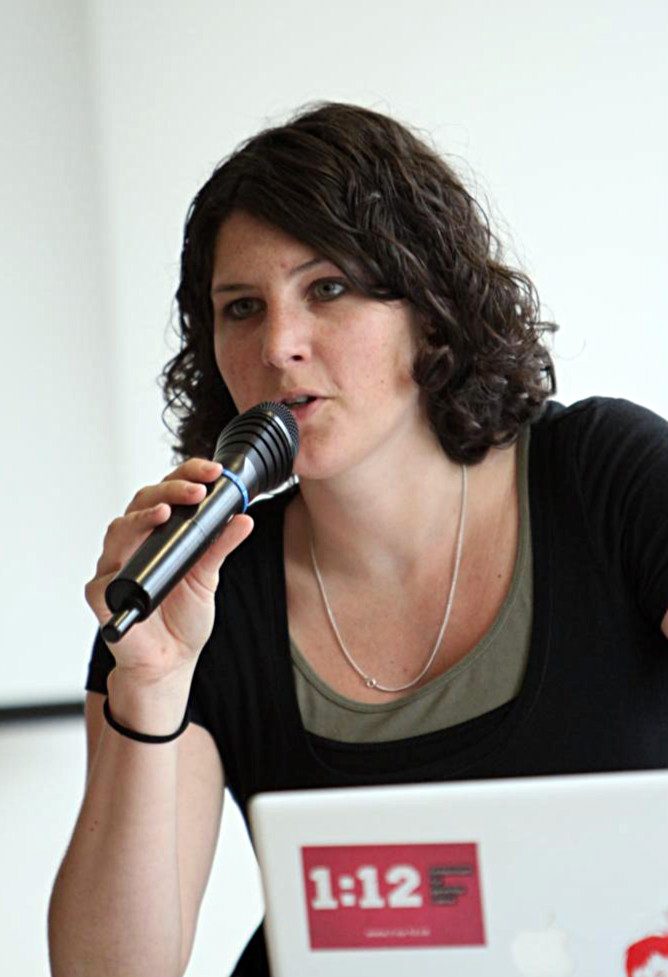
Tanja Walliser (2010)

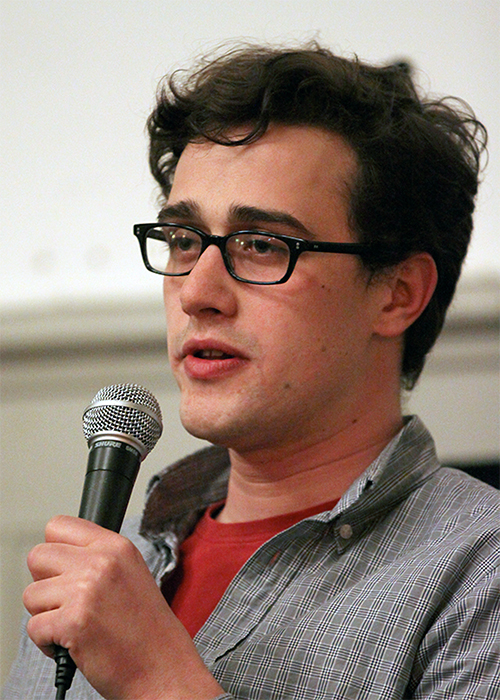
David Roth (2011)

Anfang des 21. Jahrhunderts änderte sich mit der Beilegung der Streitereien innerhalb der Partei deren Stil. Die Jungpartei professionalisierte sich und erzielte politische Erfolge. So stimmte im Mai 2007 die Glarner Landsgemeinde dem Juso-Antrag zu, das Stimmrechtsalter auf 16 zu senken. An der Jahresversammlung 2007 beschlossen die Jungsozialisten, ein Präsidium einzuführen, worauf Cédric Wermuth zum Parteipräsidenten gewählt wurde. Mit der Wahl der neuen Geschäftsleitung wurde eine «Agenda 2011» formuliert, die als Ziel hatte, die Juso zur stärksten Jungpartei zu machen. Zudem entstanden in mehreren Kantonen weitere Sektionen. Die Jungsozialisten waren wieder stärker präsent in die Medien, sei es durch Positionen und Aktionen zu aktuellen Themen, sei es infolge von Diskrepanzen mit ihrer Mutterpartei: Beispielsweise kritisierte die Jungpartei das Sicherheitspapier der SP, welches insbesondere Bettel- und Rayonverbote sowie Videoüberwachung vorsah. Die Differenzen konnten zwar nicht beigelegt werden, jedoch wurden viele der kritisierten Punkte verändert. Am gleichen Parteitag der SP Schweiz wurde Cédric Wermuth ins Vizepräsidium der SP Schweiz gewählt. Aufmerksamkeit erheischte die Partei auch, als Wermuth an einem SP-Parteitag einen Joint rauchte, oder mittels einer Hausbesetzung der aargauischen Sektion oder durch eine Grossdemonstrationen gegen variable Lohnbestandteile («Boni») vor der UBS am Paradeplatz in Zürich.
Während der Amtszeit von Wermuth stiegen die Mitgliederzahlen von 1500 auf 3000. Am 5. September 2010 gaben der Präsident Cédric Wermuth, die Zentralsekretärin Tanja Walliser sowie die zwei Geschäftsleitungsmitglieder Marco Kistler und Sebastian Dissler ihre Rücktritte bekannt. Als Grund nannte die Geschäftsleitung, dass sie damit einen Generationenwechsel erreichen wollte. An der Jahresversammlung der JUSO am 12. März 2011 wurde David Roth als Nachfolger von Wermuth gewählt, Kristina Schüpbach übernahm das Zentralsekretariat. Als Nachfolger von Kistler und Dissler wurden Florian Sieber und Meret Herger gewählt, die bisherigen wurden wiedergewählt. An der Jahresversammlung der JUSO am 17. März 2012 wurde das Präsidium und die übrigen Mitglieder der neunköpfigen Geschäftsleitung von den Mitgliedern für eine weitere Amtszeit wiedergewählt. Zudem wurde auch beschlossen, im Laufe des Jahres eine neue Eidgenössische Volksinitiative zu lancieren. Die Delegiertenversammlung vom 19. Mai 2013 in Frauenfeld sprach sich für eine Initiative aus, welche ein Verbot der Spekulation mit Nahrungsmitteln vorsieht.
Am 16. März 2014 wurde Fabian Molina als Nachfolger von David Roth gewählt. Während seiner Präsidentschaft führte die Juso 2015 eine Kampagne für mehr Rechte für Lehrlinge durch und ergriff das Referendum gegen das vom Parlament beschlossene neue Nachrichtendienstgesetz. Das Referendum wurde am 14. Januar 2016 mit 56'055 gültigen Unterschriften eingereicht. Zudem brachte er die Nahrungsmittelspekulationsstoppinitiative erfolgreich zur Abstimmung.
Ebenfalls an der Jahresversammlung 2014 beantragte die Geschäftsleitung aufgrund einer Männermehrheit die Änderung der Geschlechterquote in der Geschäftsleitung. Die Verminderung der Quote von 50 % auf einen Drittel wurde nach einer erhitzten Diskussion von der Basis abgelehnt. In der Folge musste Florian Vock als männliches Geschäftsleitungs-Mitglied mit den wenigsten Stimmen die Geschäftsleitung verlassen. Als seine Nachfolge wurde im Mai 2014 Andrea Scheck gewählt.
2014 wurde weiter François Clement als neuer Vize-Zentralsekretär gewählt sowie anstelle einer Initiative eine Kampagne zum Thema Lernende als Projekt für das Jahr 2015 beschlossen.
2016 wurde Tamara Funicello als Präsidentin der Juso gewählt. Sie hat das Amt per Ende August 2019 abgegeben. Danach wurde die JUSO von Ronja Jansen präsidiert.
2020 ist Clément Borgeaud als Vize-Zentralsekretär zurückgetreten. Als Nachfolgerin wurde Mathilde Mottet gewählt.
2022 trat zuerst die Zentralsekretärin Muriel Günther zurück und wurde durch die neu gewählte Bündnerin Rosalina Müller ersetzt. Im Juni desselben Jahres trat Ronja Jansen aus dem Präsidium zurück. Als Nachfolger wurde der Zürcher Kantonsrat Nicola Siegrist gewählt. Er gewann die Wahl gegen den Genfer Thomas Bruchez. 2024 wurde die bisherige Vizepräsidentin Mirjam Hostetmann zu seiner Nachfolgerin gewählt.

## Initiativen

### Die 1:12 Initiative
Am 6. Oktober 2009 lancierte die Juso Schweiz unter dem Präsidium von Cédric Wermuth die 1:12 Initiative. Die Initiative konnte sich am ordentlichen Parteitag im März 2009 gegen andere Vorschläge durchsetzen. Das Volksbegehren, welches am 6. Oktober 2009 offiziell lanciert wurde, sah eine Beschränkung der Lohnschere vor, bei der sich der tiefste und der höchste Lohn innerhalb eines Unternehmens um nicht mehr als das Zwölffache unterscheiden durften. Für die Initiative wurden rund 130'000 Unterschriften gesammelt und am 21. März 2011 eingereicht. Die Abstimmung fand am 24. November 2013 statt. Die Initiative wurde mit 65,3 % Nein gegen 34,7 % Ja und von allen Ständen abgelehnt.

### Die Spekulationsstoppinitiative
An der Delegiertenversammlung im Frühjahr 2012 beschlossen die Jungsozialisten das Sammeln der Spekulationsstoppinitiative. Mit dieser soll in Zukunft den Finanzinstituten und Vermögensverwaltern verboten werden in Finanzinstrumente zu investieren, welche sich auf Agrarrohstoffe und Nahrungsmittel beziehen. Das Verbot soll auch für den Verkauf von sogenannten strukturierten Produkten gelten. Verlangt wird auch, dass der Bund sich international gegen die Spekulation mit Nahrungsmitteln einsetzt.
Die JUSO macht die mit Nahrungsmitteln spekulierenden mitverantwortlich für den Hunger auf der Welt.
Mit dieser Initiative wollen sie die Spekulation mit Nahrungsmitteln in der Schweiz verbieten.
Nach dem Sammelstart im Herbst 2012 wurde sie am 24. März 2014 unter der Leitung des amtierenden Parteipräsidenten Fabian Molina mit 116‘000 beglaubigten Unterschriften eingereicht.
Die Schweizer Bevölkerung stimmte am 28. Februar 2016 über die Initiative ab. Diese wurde mit 40,1 % Ja-Stimmen gegen 59,9 % Nein-Stimmen abgelehnt. Nur die Kantone Jura und Basel-Stadt nahmen die Initiative an.

### Die 99% Initiative
Die 99%-Initiative will, dass Kapitaleinkommen ab 100'000 Franken im Jahr 1,5× so hoch zu besteuern sind wie das Arbeitseinkommen. Der dadurch resultierende Ertrag soll die Einkommenssteuer für Personen mit niedrigen Einkommen senken und Sozialleistungen ausbauen. Die Initiative wurde am 2. April 2019 eingereicht mit 109'332 Unterschriften. Der Nationalrat beschloss am 24. September 2020, die Initiative zur Ablehnung zu empfehlen. Der Ständerat hat sich am 2. März 2021 ebenfalls für die ablehnende Abstimmungsempfehlung ausgesprochen. Am 26. September 2021 lehnten 64,9 % der Bevölkerung und alle Stände die Initiative ab.

### Die Initiative für eine Zukunft
Am 17. August 2022 lancierte die Juso eine neue nationale Initiative. Diese trägt den Titel «Initiative für eine Zukunft» und fordert, dass Erbschaften und Schenkungen über dem einmaligen Freibetrag, bestehend aus der Summe des Nachlasses und aller Schenkungen, von 50'000'000 Franken zu 50 % besteuert werden. Das damit eingenommene Geld sollte verwendet werden, um die Klimakrise zu bekämpfen. Die Juso begründet die Steuer darin, dass die Klimakrise eine direkte Folge der Ausbeutung durch das jetzige Wirtschaftssystem sei und die Menschen, welche am meisten vom jetzigen System profitieren würden, bezahlen sollten.

## Bekannte ehemalige Mitglieder
- Willi Münzenberg (* 1889; † 1940)
- Peter Nobel (* 1945)
- Andreas Gross (* 1952)
- Ueli Leuenberger (* 1952)
- Stephan Klapproth (* 1958)
- Bastien Girod (* 1980)